# La Santa Faz (El Greco)
La Santa Faz  es una obra del Greco, realizada entre 1586 y 1595. Se conserva y exhibe en una de las salas del Museo Nacional del Prado en Madrid, España. Fue adquirido por el Museo en 1944, con fondos del legado del conde de Cartagena.

## Análisis
Esta obra representa a la Santa Faz, paño con el que, según la tradición cristiana, Santa Verónica enjugó el sudor y la sangre de Cristo durante su Pasión. Los evangelios canónicos no mencionan este episodio, aunque la Iglesia católica lo considera como verídico.
El Greco plasma aquí un rostro de Cristo poco ortodoxo, que se distancia de los ideales bizantinos pero más cercano al canon icónico propuesto por el arte de la Contrarreforma.